# 김영남 (레슬링 선수)
김영남(金永南, 1960년 6월 15일~)은 대한민국의 레슬링 선수 출신 기업가이다. 1988년 하계 올림픽 레슬링 그레코로만형 74kg급에서 금메달을 획득했다.

## 생애
전라남도 함평군에서 농업에 종사한 김상기와 이금월 부부의 아들로 태어났다. 함평국민학교 3학년때 배구를 하면서 운동을 시작했고, 함평중학교를 졸업했다. 이후 함평농고로 진학하여 레슬링을 시작했고 고교 졸업 후 동국대학교에 입학하여 수학했다. 
1988년 9월 21일 경기도 성남 상무체육관에서 열린 1988년 하계 올림픽 그레코로만형 74㎏급 결승에서 소련의 다울레트 투를리하노프를 꺾고 금메달을 획득했다. 당시 0-1로 뒤지다가 후반 목감아 돌리기로 2-1 역전승을 거뒀다. 1997년 레슬링 지도자 생활을 그만두고, 사업가로 변신해 1990년대 카자흐스탄에서 '천산개발'이라는 건설 회사를 설립했다.

## 개인사
- 김영남이 1988년 서울 올림픽에서 획득한 금메달은 당시 한국 선수단이 획득한 첫 금메달이었다.[2]
- 김영남이 카자흐스탄에서 사업을 벌인 계기는 서울올림픽에서 은메달을 획득한 다울레트 투를리하노프였다. 그는 서울올림픽 결승에서 패자인 자신의 손을 번쩍 들어준 김영남을 잊지 않았고, 카자흐스탄 체육계의 거물로 성장한 뒤 김영남을 초청해 사업을 할 수 있도록 지원했다. 둘은 의형제까지 맺었다.[3] 다울레트는 카자흐스탄 체육부 장관을 지냈다.[1]